# ديف بارنت
ديف بارنت (بالإنجليزية: Dave Barnett)‏ هو مدرب كرة قدم ولاعب كرة قدم بريطاني، ولد في 16 أبريل 1967 في برمنغهام في المملكة المتحدة. لعب مع برمنغهام سيتي وبورت فايل ودونفرملين أثلتيك وفوريست غرين وكولتشستر يونايتد ولينكولن سيتي أف سي ونادي بارنت ونادي موور غرين لكرة القدم ونادي والسول ووست بروميتش ألبيون ووولفرهامبتون واندررز.

## وصلات خارجية
- ديف بارنت على موقع قاعدة بيانات كرة القدم.إي يو (الإنجليزية)
- ديف بارنت على موقع Soccerbase.com (لاعب) (الإنجليزية)
- ديف بارنت على موقع عالم كرة القدم.نت (الإنجليزية)